# Incantations (film)
Pour les articles homonymes, voir Incantations et Incantation (homonymie).
Pour plus de détails, voir Fiche technique et Distribution.
Incantations (Hagazussa en version originale) est un film germano-autrichien réalisé par Lukas Feigelfeld et sorti en 2017.

## Fiche technique
- Titre original : Hagazussa
- Titre français : Incantations
- Titre international : Hagazussa: A Heathen's Curse[2]
- Réalisation et scénario : Lukas Feigelfeld
- Production : Lukas Feigelfeld; Simon Lubinski
- Production exécutif : Myriam Eichler
- Montage : Jörg Volkmar
- Création des costumes : Katrin Wolferman
- Musique :  Mmmd[3]
- Société de production : Deutsche Film- und Fernsehakademie Berlin; Retina Fabrik
- Société de distribution : Forgotten Film Entertainment
- Genre : Film d'horreur, folk horror[1]
- Langue : allemand
- Dates de sortie :  
  -  Allemagne : 17 mai 2018
  -  France : 30 juillet 2019 (en vidéo)

## Distribution
- Aleksandra Cwen : Albrun
  - Celina Peter : Albrun jeune
- Claudia Martini : Mutter
- Tanja Petrovsky : Swinda
- Haymon Maria Buttinger : Dorfpfarrer
- Franz Stadler : Sepp
- Killian Abeltshauser : Farmer
- Gerdi Marlen Simonn : Martha
- Thomas Petruo : le docteur
- Judith Geerts : Nun